# یواس‌سی‌جی‌سی دکستر (۱۹۲۵)
یواس‌سی‌جی‌سی دکستر (۱۹۲۵) (به انگلیسی: USCGC Dexter (1925)) یک کشتی بود که طول آن ۹۹ فوت ۸ اینچ (۳۰٫۳۸ متر) بود.